# Saint-Estèphe (Dordogne)
Saint-Estèphe, okzitanisch Sent Estefe, ist eine französische Gemeinde mit 584 Einwohnern (Stand 1. Januar 2022) im Département Dordogne in der Region Nouvelle-Aquitaine (vor 2016: Aquitanien). Sie gehört zum Arrondissement Nontron, zum Kanton Périgord Vert Nontronnais und zum Gemeindeverband Périgord Nontronnais. Die Einwohner werden Stéphanois bzw. Stéphanoises genannt.

## Etymologie
Das okzitanische Sent Estefe bezeichnet den Heiligen Stefan und wird im Französischen normalerweise als Saint-Étienne wiedergegeben. Im 13. Jahrhundert hieß der Ort noch Sanctus Stefanus deus Ledros und auf der Cassini-Karte des 18. Jahrhunderts dann Saint-Étienne le Droux.

## Geographie
Saint-Estèphe gehört zum Périgord Vert und ist zirka sieben Kilometer von dem im Süden liegenden Nontron und rund vier Kilometer vom nordöstlich gelegenen Piégut-Pluviers entfernt.
Saint-Estèphe wird von folgenden sechs Gemeinden umgeben:
| Bussière-Badil | Busserolles                                 | Piégut-Pluviers           |
| Étouars        | Kompassrose, die auf Nachbargemeinden zeigt | Piégut-Pluviers, Augignac |
| Le Bourdeix    | Le Bourdeix                                 | Augignac                  |

Zum Gemeindegebiet von Saint-Estèphe gehören folgende Weiler, Gehöfte, Mühlen, ein Schloss und Geländepunkte:
Badeix, Barraud, Bois Charbonnières, Bridarias, Chevalarias, Étang de Saint-Estèphe, Fixard, Font Froide, Gondat, L'Étang Neuf, La Grange, La Haute Sudrie, La Ménardie, La Pouge, La Sudrie, Lacaujamet, Le Bois Périgord, Le Briodet, Le Grand Étang, Le Moulin de Lapeyre, Le Moulin de Ligneras, Le Moulin Fondu, Le Verger, Les Blancs, Les Bonneix, Les Forêts, Les Landes de Barraud, Les Malibas, Les Périgords, Les Petits Moulins, Les Rochers, Ligneras, Maisonneuve, Mérigaud, Peyrat, Puycharnaud, Roc Branlant, Seguinaud, Serve des Desmoiselles und  Villepradeau.

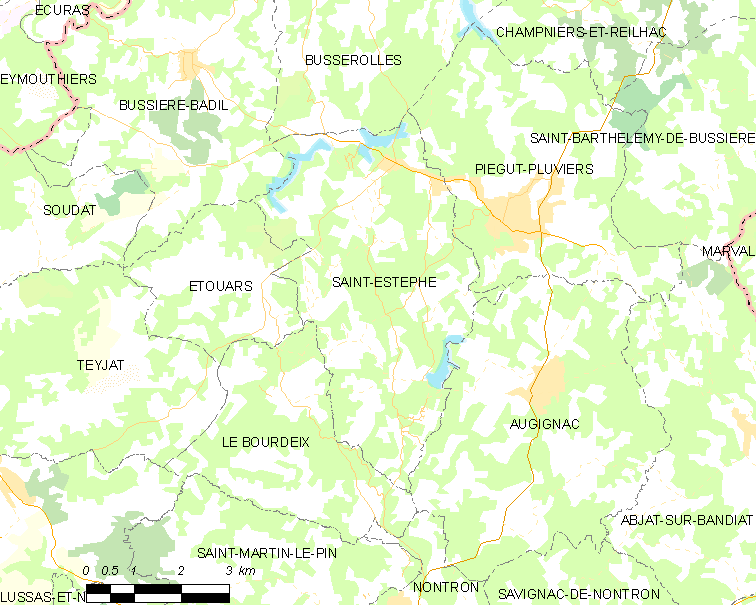
Lagekarte von Saint-Estèphe

Der topographisch tiefste Punkt des Gemeindegebietes liegt mit 177 Meter über N. N. an der Doue im äußersten Südwesten. Der höchste Punkt mit 300 Meter über N. N. befindet sich etwas östlich von Lacaujamet im äußersten Nordosten. Die absolute Höhendifferenz beträgt 123 Meter. Zu erkennen ist ein generelles Einfallen des Geländes nach Südwesten.

### Verkehrsanbindung
Der Ortskern von Saint-Estèphe liegt an der nord-südlich verlaufenden D 88 von Busserolles nach Nontron. Hier kreuzt ferner eine Ost-West verlaufende Kommunalstraße von Augignac nach Le Bourdeix.  Am Nordrand des Gemeindegebiets verläuft die D 91 von Piégut-Pluviers nach Montbron. Mitten durchs Gemeindegebiet nördlich vom Ortskern queren in Nordost-Südwestrichtung die von der D 91 abzweigende D 92 nach Javerlhac und die D 91 E3 von Piégut nach Le Bourdeix.

### Fernwanderweg
Das Gemeindegebiet von Saint-Estèphe wird im äußersten Nordosten bei Bridarias und bei Lacaujamet vom Fernwanderweg GR 4 gequert bzw. berührt.

### Bodenbedeckung

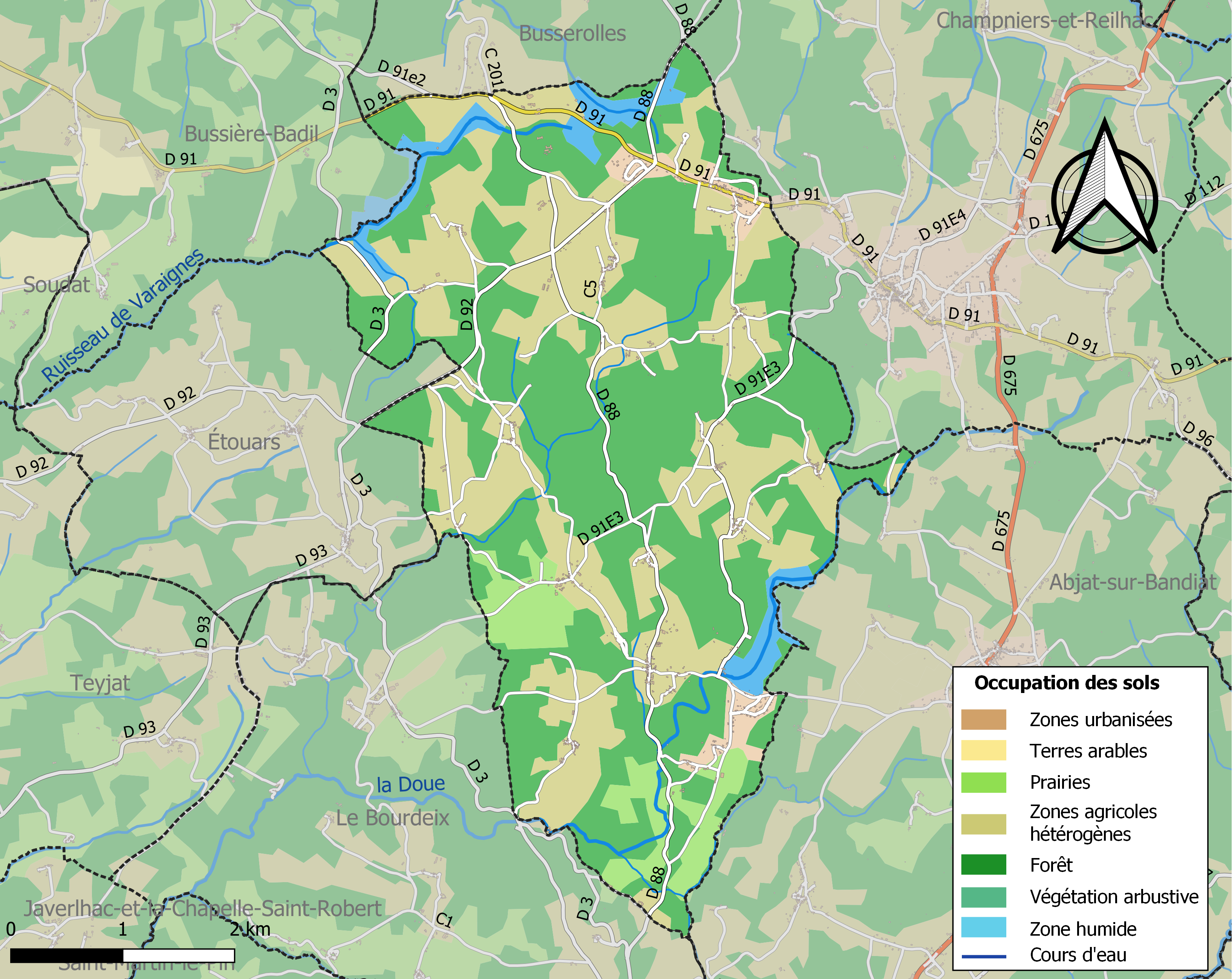
Bodenbedeckung in Saint-Estèphe

Die Bodenbedeckung der Gemeinde Saint-Estèphe schlüsselt sich im Jahr 2018 gemäß der europäischen Datenbank CORINE Land Cover (CLC) wie folgt auf:
- Wälder – 52,9 %
- heterogene landwirtschaftliche Nutzung – 34,9 %
- Wiesen – 5,6 %
- Wasserläufe und Weiher – 3,9 %
- baulich beansprucht – 2,7 %.

Die Wälder und seminaturellen Ländereien stehen 2018 im Vordergrund. Sie sind mit 52,9 % gegenüber 1990 (52,5 %) nur minimal angewachsen.

## Hydrographie

Hydrographische Karte von Saint-Estèphe

Der Südosten des Gemeindegebiets wird von der Doue und ihrem kleinen linken Seitenarm durchflossen. Die Doue verlässt bei Le Moulin de Ligneras das Gemeindegebiet nach Westen. Sie wird etwas östlich vom Ortskern zum 30 Hektar großen Étang de Saint-Estèphe aufgestaut (davon 17 Hektar für den Badeverkehr freigegeben), einem bekannten Naherholungszentrum mit Campingplatz. Der Nordwesten wird vom Ruisseau des Forges, einem rechten Seitenarm der Doue, in südwestlicher Richtung entwässert. Der Ruisseau de Varaignes entspringt im Norden bei Pontcharnaud und fließt in südwestlicher Richtung zum Bandiat. Nur unweit weiter östlich nimmt die La Planche ihren Ursprung, die aber gen Norden zum  Trieux nach Busserolles zieht. Die Wasserscheide zwischen Bandiat und Trieux bzw. Tardoire verläuft zwischen diesen beiden Quellgebieten und folgt in etwa der D 91.
Bandiat und Trieux gehören beide zum Flusssystem der Charente.
Die Gesamtlänge des Entwässerungsnetztes beträgt 19 Kilometer.

## Geologie

Geologische Karte von Saint-Estèphe

Saint-Estèphe liegt vollständig auf dem Piégut-Pluviers-Granodiorit (vorwiegend in dessen grobkörniger Normalfazies γ3M). Der Granodiorit war im Oberkarbon in das metamorphe Grundgebirge des nordwestlichen Massif Central eingedrungen – genauer in die Aufwölbung des Saint-Mathieu-Doms. Er wird als später Vertreter der Granitoide des Guéret-Typs angesehen.
Bei Les Blancs und Barraud ist die feinkörnige Dachfazies (fγ3M) aufgeschlossen. Nördlich von Lacaujamet geht die Normalfazies und die feinkörnige Fazies in die grobkörnige Porphyrfazies (pγ3M) über. Innerhalb der Porphyrfazies erscheinen zwei Enklaven mit feinkörniger Fazies (bei Maisonneuve).
Zwei Störungen durchziehen den Granodiorit in Nordnordost-Richtung (bei Barraud und bei Lacaujamet).
Im mittlerweile stillgelegten Steinbruch von Lacaujamet wurde früher der Granodiorit abgebaut, die Quader wurden hauptsächlich zu Tür- und Fensterstürzen weiterverarbeitet.

## Ökologie

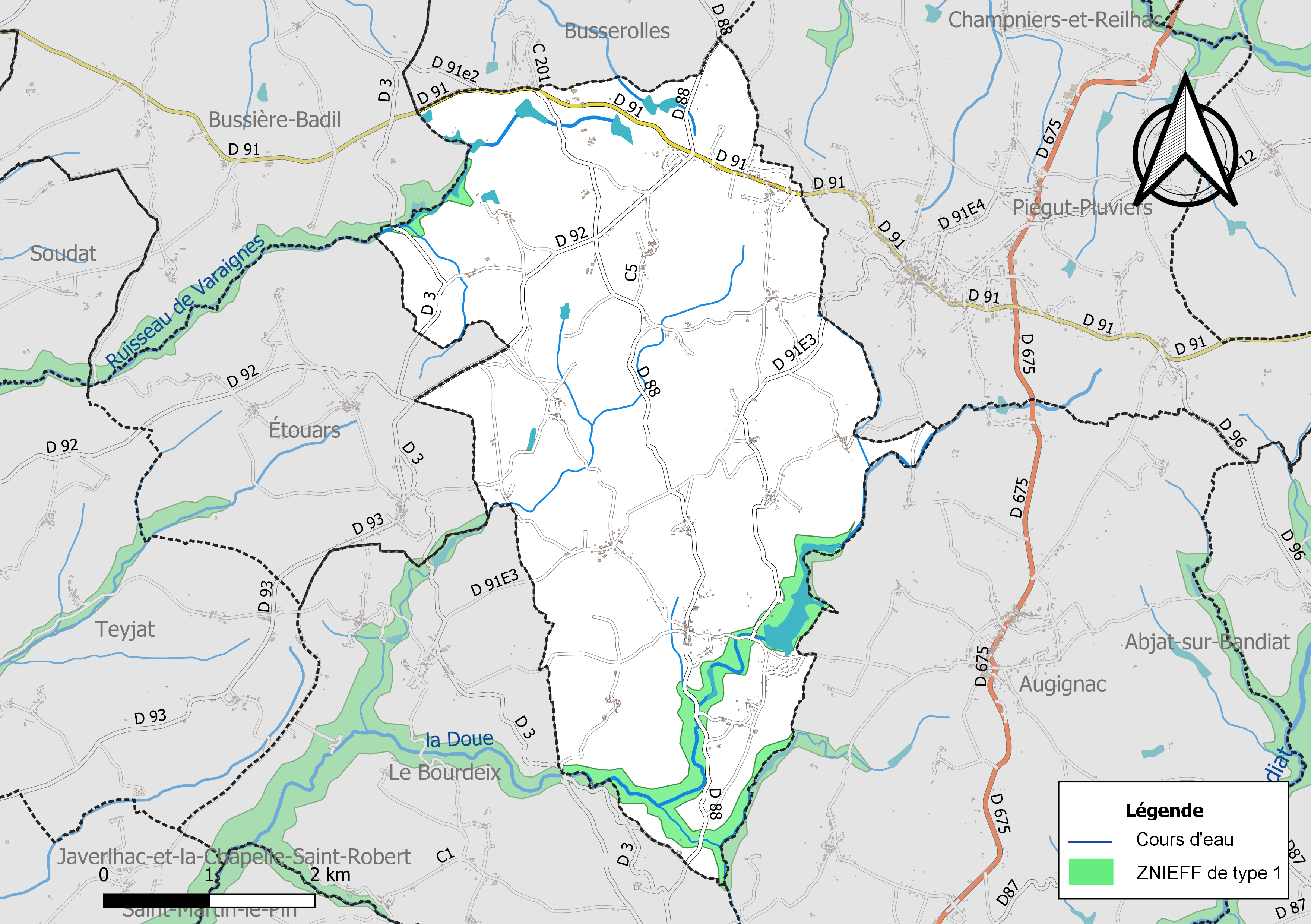
Schutzgebiete des Typus 1

### Naturpark
Saint-Estèphe bildet seit 1998 einen integralen Bestandteil des Regionalen Naturparks Périgord-Limousin.

### Schutzgebiete
Unter Naturschutz stehen die Täler der Doue und eines ihrer Nebenflüsse im Südosten des Gemeindegebiets. Diese Gebiete sind als ZNIEFF (Französisch zone naturelle d'intérêt écologique, faunistique et floristique) des Typus 1 unter der Bezeichnung Vallées du réseau hydrographique du Bandiat ausgewiesen. Ihre Flora besteht aus über 100 Pflanzenarten mit Großer Odermennig (Agrimonia procera) und Atlantisches Hasenglöckchen (Hyacinthoides non-scripta) als Indikatorpflanzen. 
Unter Schutz stehen überdies der Étang de Saint-Estèphe mit einer Fläche von 21 Hektar, der vom Conseil général de la Dordogne beaufsichtigt wird, sowie an der Doue flussabwärts der Monolith des Roc Branlant, das Felsenmeer Chapelet du Diable, unter dem die Doue hindurchfließt, und der anschließende Weiher Étang des Cygnes mit insgesamt 21 Hektar. Diese malerischen und legendenumwobenen Schutzgebiete wurden 2011 noch bis zu den Les Petits Moulins ausgedehnt und umfassen jetzt 38,5 Hektar.

## Geschichte
Ältestes kulturelles Zeugnis in der Gemeinde Saint-Estèphe ist ein Menhirpaar bei Fixard im Norden (Megalithkultur). Die romanische Kirche Saint-Étienne im Ortskern stammt aus dem 12. Jahrhundert. Auf denselben Zeitabschnitt gehen die Überreste des ehemaligen Grammontenserpriorats Badeix zurück. Bei Briodet stand einst ein Schloss aus dem 13. Jahrhundert. 

## Bevölkerungsentwicklung
| Jahr | Einwohner |  |
| 1962 | 745       |  |
| 1968 | 643       |  |
| 1975 | 621       |  |
| 1982 | 612       |  |
| 1990 | 604       |  |
| 1999 | 619       |  |
| 2005 | 590       |  |
| 2007 | 599       |  |
| 2008 | 596       |  |
| 2010 | 590       |  |
| 2013 | 598       |  |
| 2015 | 612       |  |
| 2016 | 612       |  |
| 2017 | 613       |  |
| 2019 | 599       |  |

Quelle: INSEE
Die Bevölkerungszahlen von Saint-Estèphe sind seit dem Beginn der 1960er Jahre generell rückläufig, sie haben sich aber seit 1975 unter leichten Fluktuationen stabilisiert.

## Präsidentschaftswahlen 2022
| Kandidaten                       | Kandidaten            | Parteien                      | Parteien            | 1. Wahlgang | 1. Wahlgang | 2. Wahlgang | 2. Wahlgang |
| Kandidaten                       | Kandidaten            | Parteien                      | Parteien            | Stimmen     | %           | Stimmen     | %           |
| -------------------------------- | --------------------- | ----------------------------- | ------------------- | ----------- | ----------- | ----------- | ----------- |
|                                  | Marine Le Pen         | Front national                | FN                  | 97          | 28,44 %     | 165         | 53,92 %     |
|                                  | Emmanuel Macron       | En marche !                   | EM                  | 81          | 23,75 %     | 141         | 46,08 %     |
|                                  | Jean-Luc Mélenchon    | Front de gauche               | FDG                 | 67          | 19,65 %     |             |             |
|                                  | Éric Zemmour          | Reconquête                    |                     | 18          | 5,28 %      |             |             |
|                                  | Valérie Pécresse      | Les Républicains              | LR                  | 15          | 4,40 %      |             |             |
|                                  | Jean Lassalle         | Résistons !                   | R                   | 22          | 6,45 %      |             |             |
|                                  | Anne Hidalgo          | Parti socialiste              | PS                  | 6           | 1,76 %      |             |             |
|                                  | Fabien Roussel        | Parti communiste français     | PC                  | 10          | 2,93 %      |             |             |
|                                  | Nicolas Dupont-Aignan | Debout la République          | DLR                 | 1           | 0,29 %      |             |             |
|                                  | Yannick Jadot         | Europe Écologie-Les Verts     | EELV                | 17          | 4,99 %      |             |             |
|                                  | Nathalie Arthaud      | Lutte Ouvrière                | LO                  | 2           | 0,59 %      |             |             |
|                                  | Philippe Poutou       | Nouveau Parti anticapitaliste | NPA                 | 5           | 1,47 %      |             |             |
|                                  |                       |                               |                     |             |             |             |             |
| Gesamt                           | Gesamt                | Gesamt                        | Gesamt              | 341         | 100 %       | 306         | 100 %       |
|                                  |                       |                               |                     |             |             |             |             |
| Gültige Stimmen                  | Gültige Stimmen       | Gültige Stimmen               | Gültige Stimmen     | 341         | 96,60 %     | 306         | 88,18 %     |
| Ungültige Stimmen                | Ungültige Stimmen     | Ungültige Stimmen             | Ungültige Stimmen   | 12          | 3,40 %      | 41          | 11,82 %     |
| Wahlbeteiligung                  | Wahlbeteiligung       | Wahlbeteiligung               | Wahlbeteiligung     | 353         | 80,41 %     | 347         | 79,04 %     |
| Enthaltungen                     | Enthaltungen          | Enthaltungen                  | Enthaltungen        | 86          | 19,59 %     | 92          | 20,96 %     |
| Registrierte Wähler              | Registrierte Wähler   | Registrierte Wähler           | Registrierte Wähler | 439         |             | 439         |             |
|                                  |                       |                               |                     |             |             |             |             |
| Quelle: Ministère de l'Intérieur |                       |                               |                     |             |             |             |             |

Die Präsidentschaftswahlen 2022 in Saint-Estèphe konnte Marine Le Pen für sich entscheiden.

## Wirtschaft

### Beschäftigung
Im Jahr 2015 betrug die erwerbsfähige Bevölkerung zwischen 15 und 64 Jahren 242 Personen bzw. 39,5 % der Gesamtbevölkerung. Die Zahl der Arbeitslosen war im Vergleich zu 2010 von 18 auf 30 angestiegen, die Arbeitslosenquote beträgt jetzt 12,4 %.

### Unternehmen
Am 31. Dezember 2015 waren 60 Unternehmen in der Gemeinde Saint-Estèphe ansässig, davon 30 im Sektor Handel, Transport und Dienstleistungen, 11 im Baugewerbe, 10 im Sektor Landwirtschaft, Forsten und Fischerei, 5 in der Industrie und 4 Unternehmen im Sektor Verwaltung, Bildung, Gesundheit und Soziales.

## Sehenswürdigkeiten
- Menhirpaar aus der Megalithzeit bei Fixard, einer der beiden Menhire ist umgefallen und zerbrochen
- romanische Kirche Saint-Étienne von Saint-Estèphe aus dem 12. Jahrhundert, erbaut in Granodiorit, im 15. und erneut im 17. Jahrhundert erweitert
- Überreste des Grammontenserpriorats Badeix aus dem 12. Jahrhundert
- aufgestauter Badesee Étang de Saint-Estèphe.
- Der Roc Branlant in unmittelbarer Nähe des Badesees an der Doue gelegen ist ein 3 × 3 × 3 Meter großer Granodioritblock, der mit einiger Anstrengung zu Kippbewegungen gebracht werden kann. Unmittelbar flussabwärts schließt sich ein Felsenmeer (Chapelet du Diable) an, das stellenweise die Doue total überdeckt. Die Entstehung dieses Naturphänomens dürfte auf den Ausgang der letzten Eiszeit zurückzuführen sein (erhöhte Erosion).

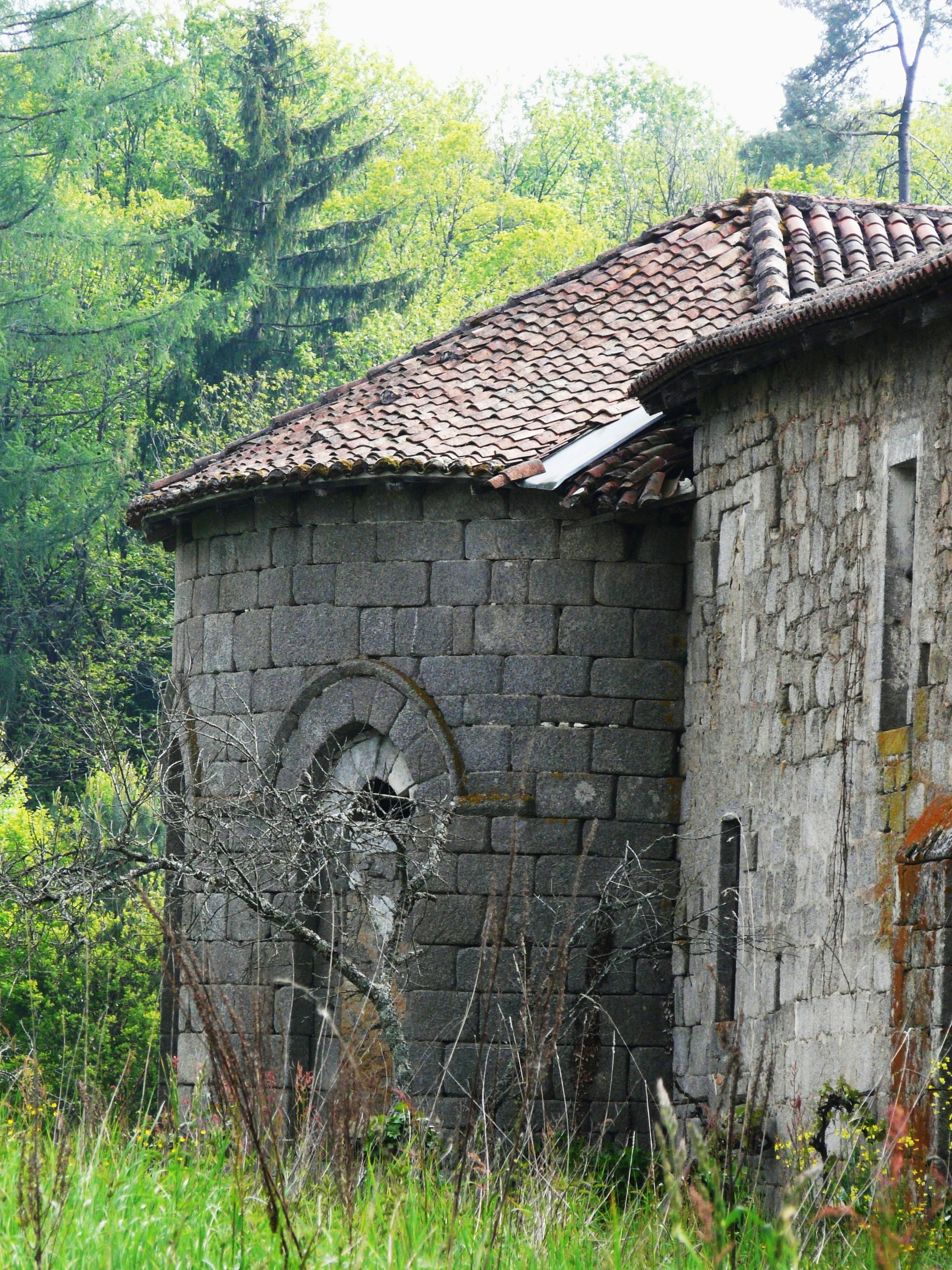
Die Chorhaube des Grammontenserpriorats von Badeix
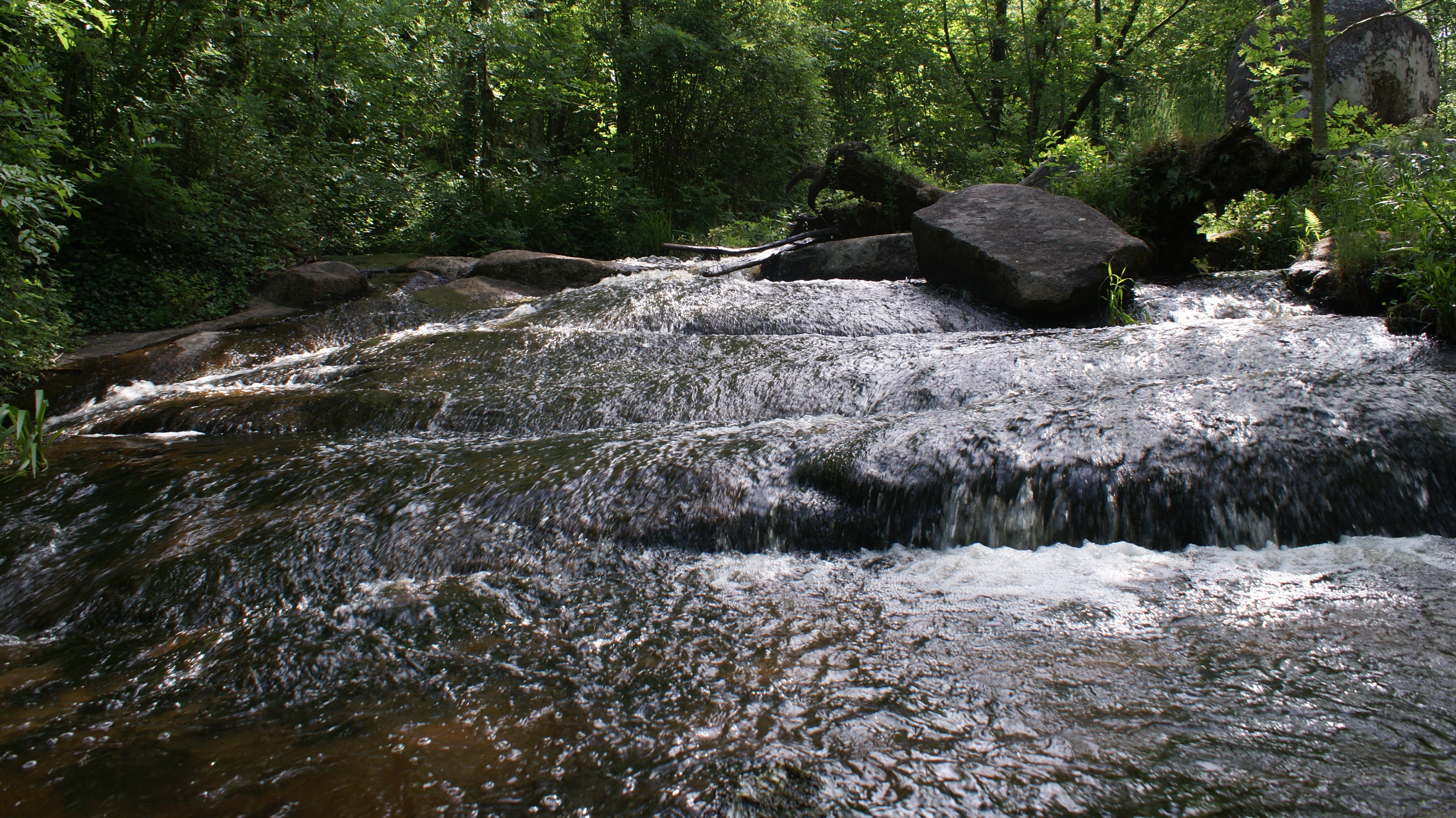
Die Doue am Roc Branlant
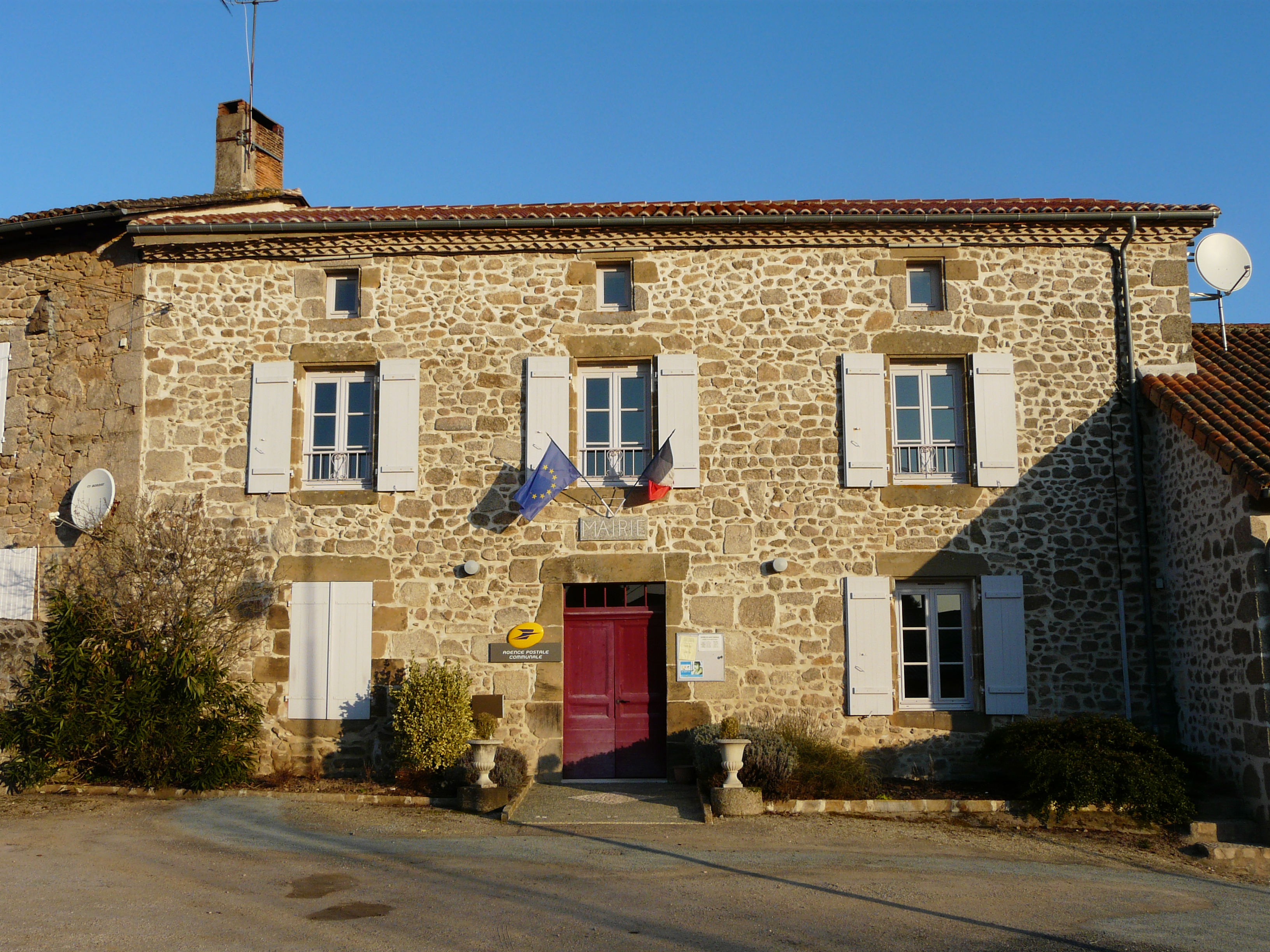
Mairie
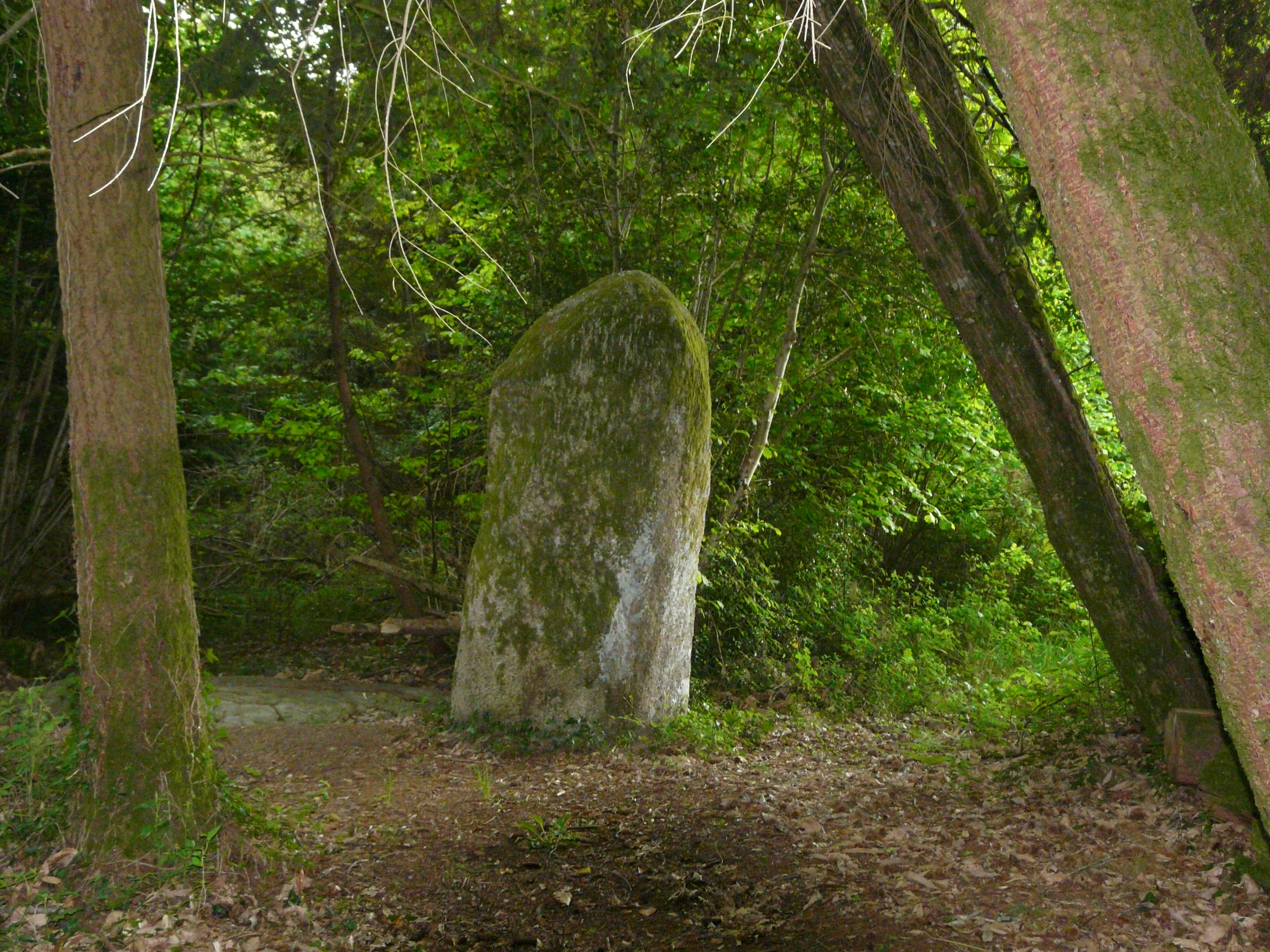
Der Menhir von Fixard
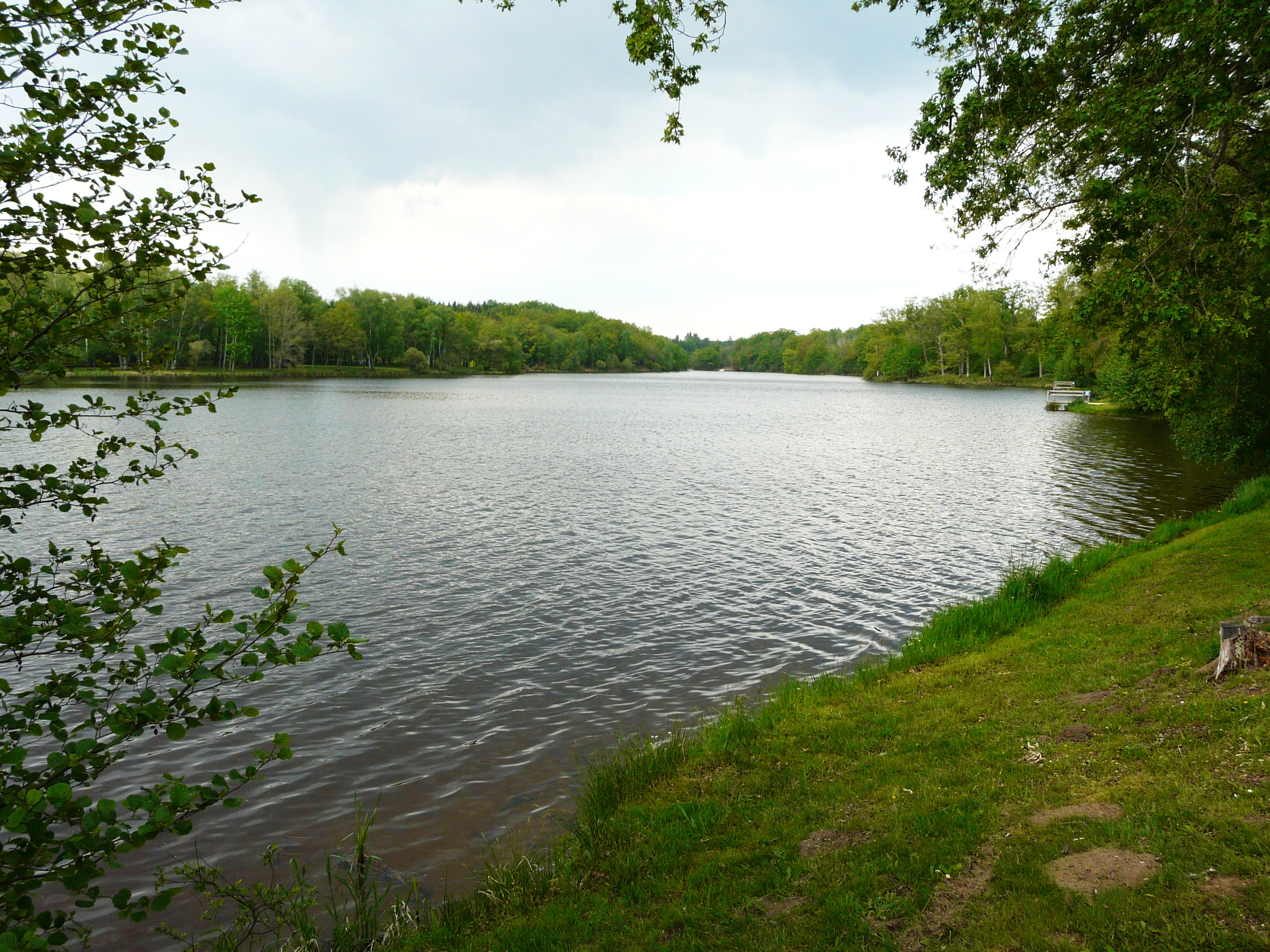
Das Ostufer des Grand Étang mit Blickrichtung gen Norden
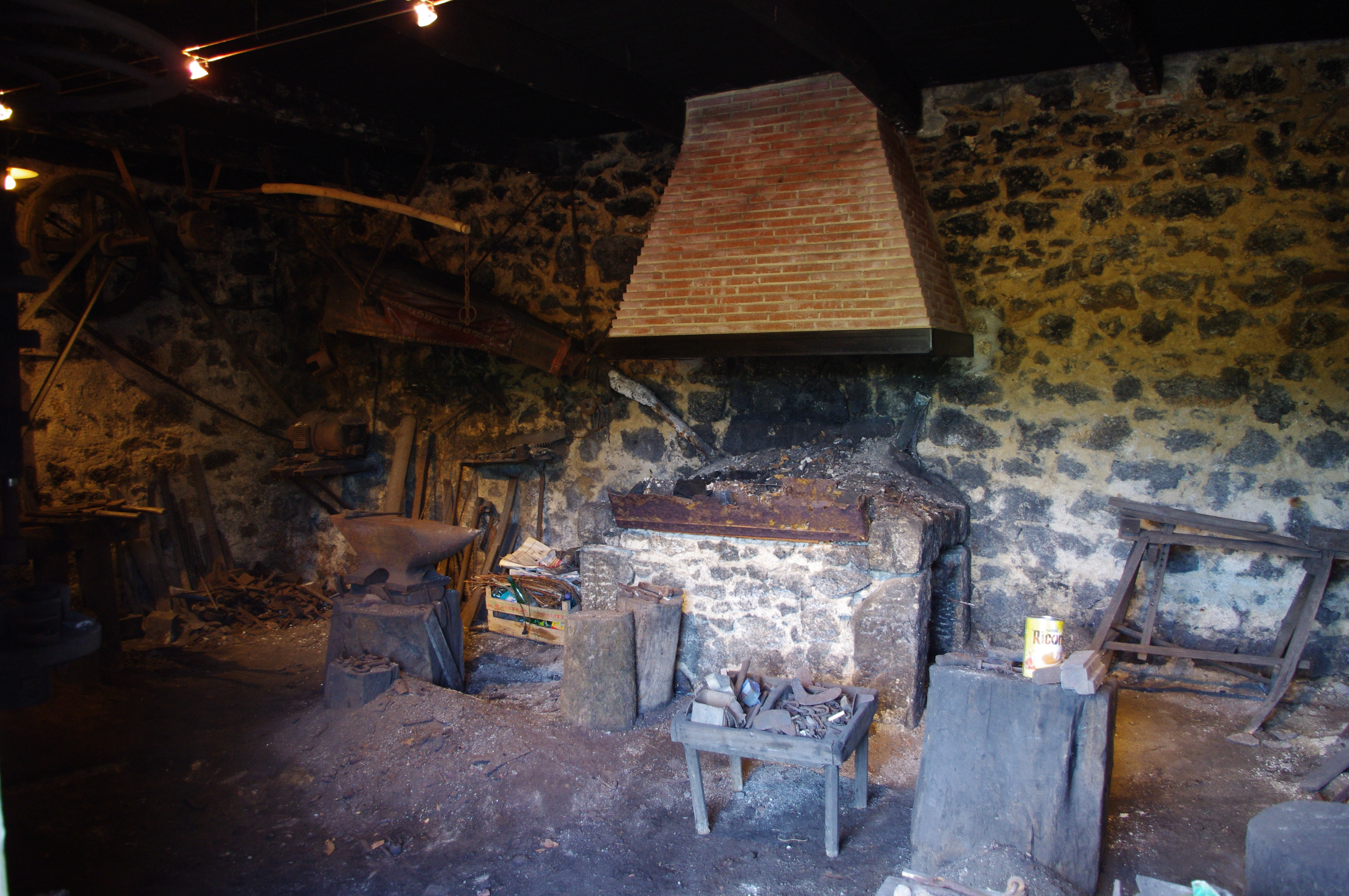
Schmiede
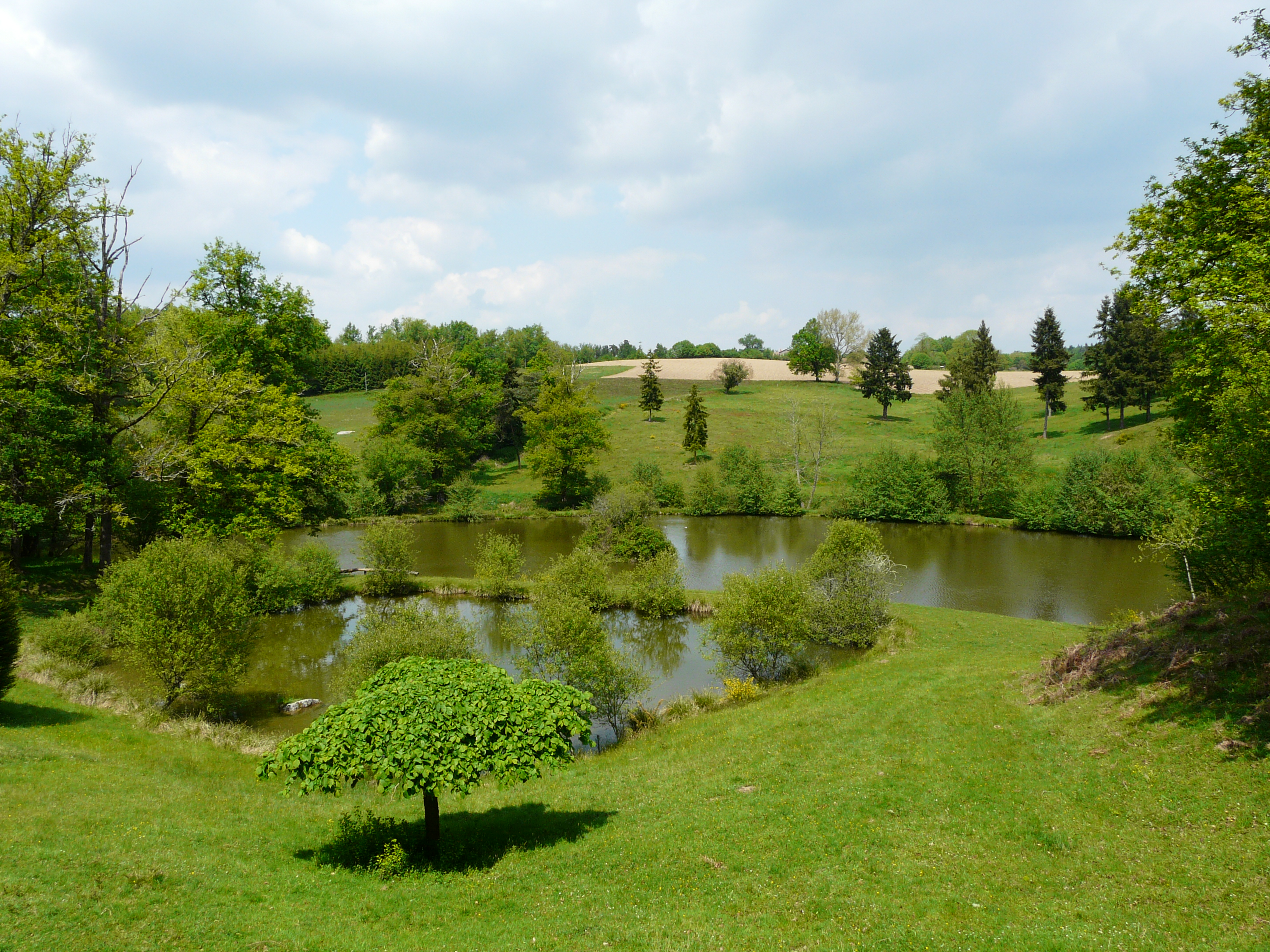
Die Weiher Étangs de Ligneras
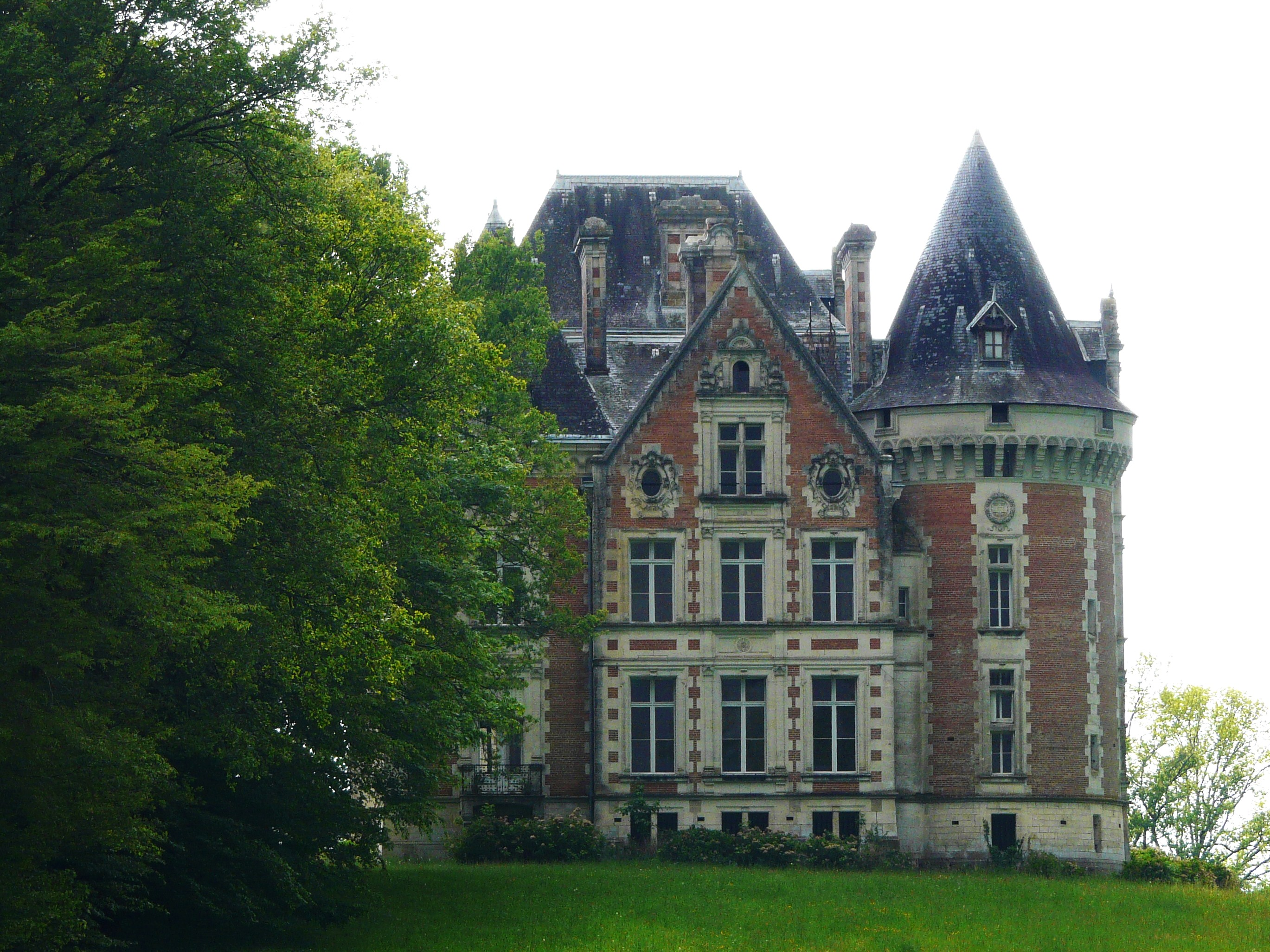
Schloss Puycharnaud
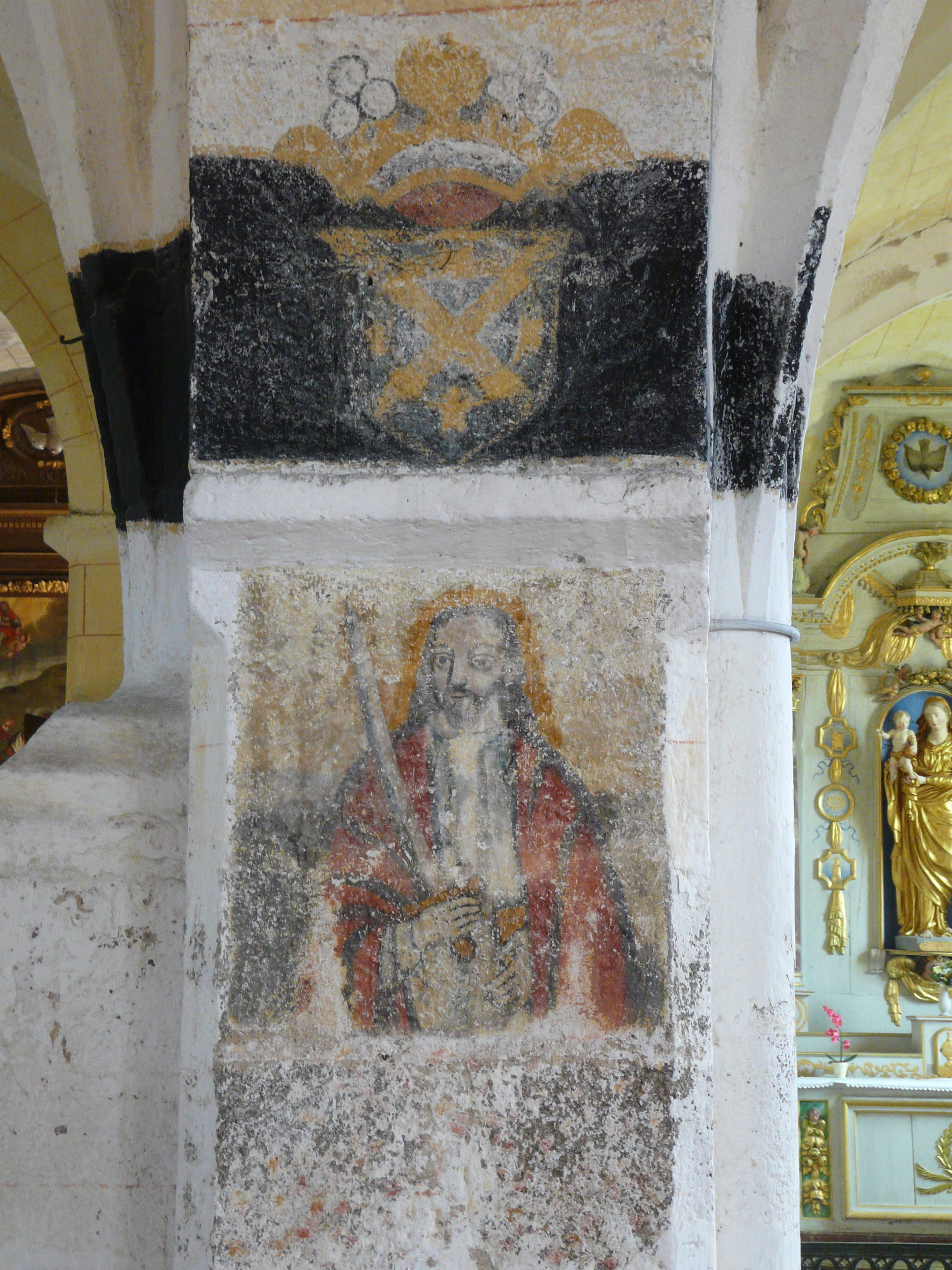
Trauerband im Kircheninneren von Saint-Étienne
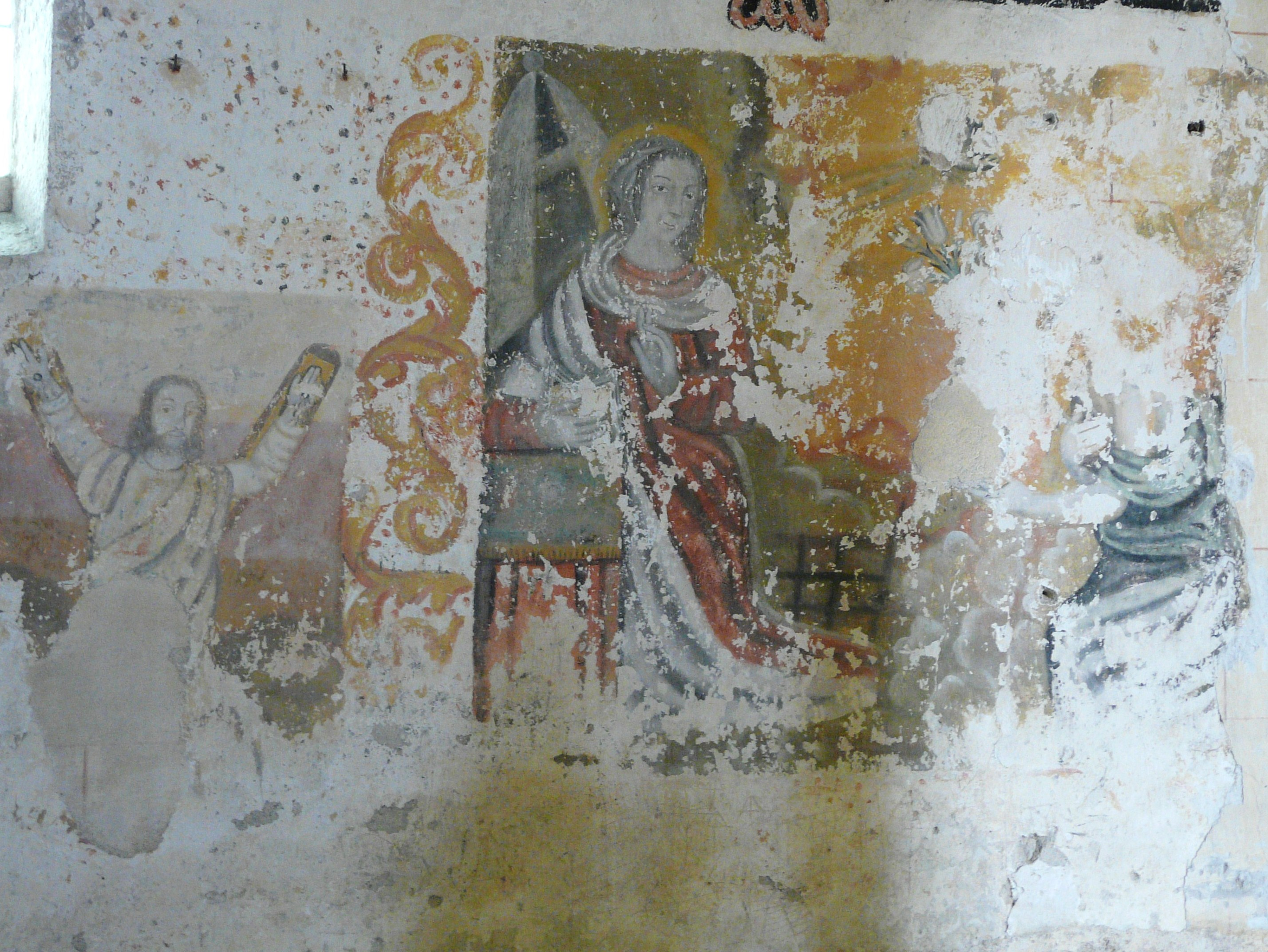
Fresko im Inneren von Saint-Étienne
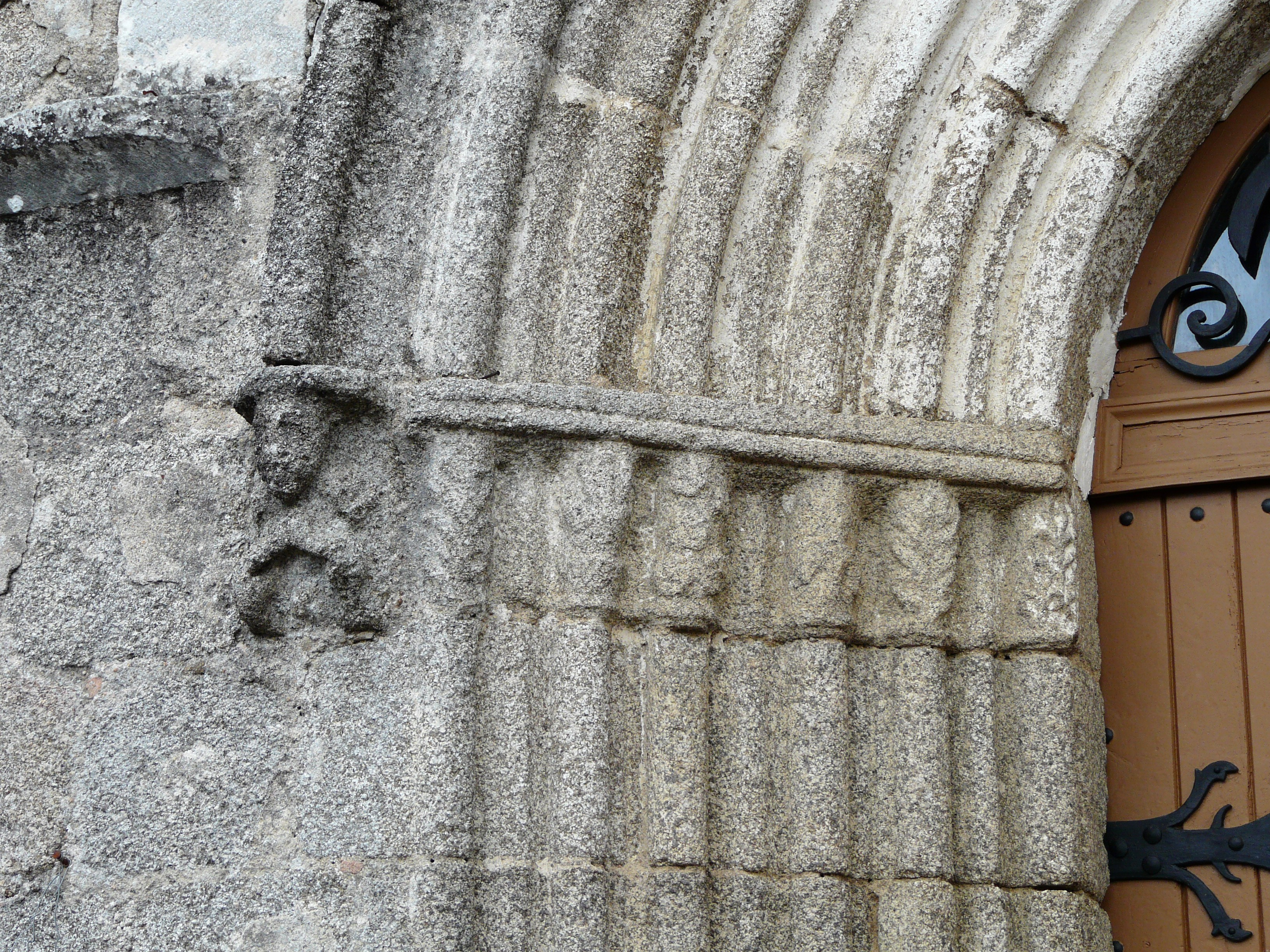
Eingangsportal von Saint-Étienne
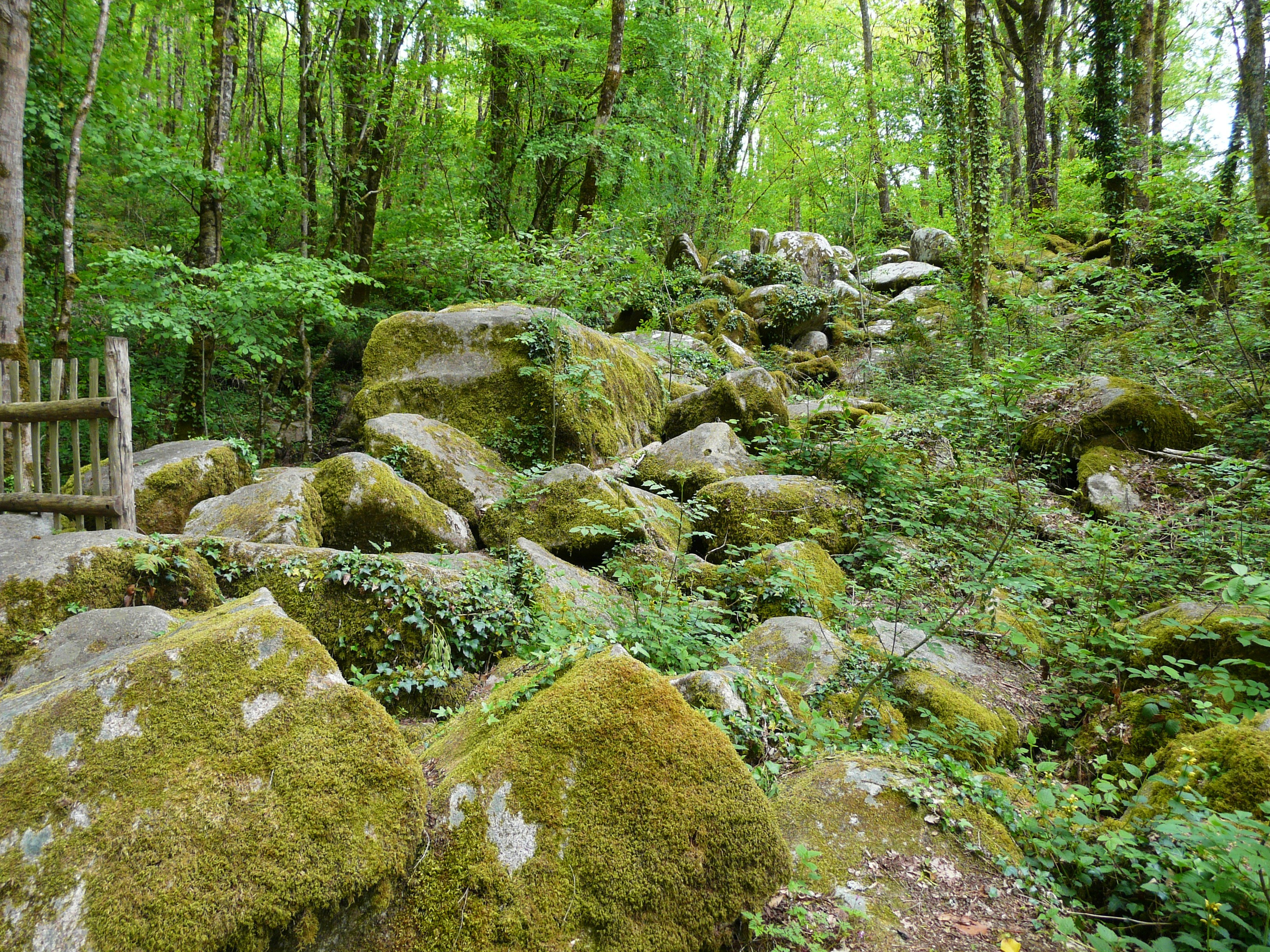
Das Felsenmeer Chapelet du Diable besteht aus grobkörnigem Granodiorit